# Lazarustaxon
Lazarustaxon är ett taxon över en art (växt, djur med mera) som man länge trott vara utdöd, men som man senare upptäckt, att det faktiskt finns minst en individ kvar av. Ett exempel är kvastfeningen Latimeria chalumnae, återupptäckt 1938.
Lazarus (ibland stavat Lasarus eller Lasaros) är en metafor, hämtad från den bibliska berättelsen om hur Jesus väckte upp Lazarus från de döda (Johannesevangeliet 11–12).